# Dawud Paixà Kodja
Dawud Paixà Kodja (mort 1498) fou un gran visir otomà d'origen albanès. Va estudiar al Palau i va esdevenir beylerbyi d'Anadolu el 1472. A les ordes del príncep Mustafà, governador (wali) de Konya va combatre contra els Ak Koyunlu de Yusuf Mirza. i va dirigir l'avantguarda en la batalla d'Otluk-beli contra Uzun Hasan (1473). Va participar en la campanya de Moldàvia el 1476 i fou nomenat beylerbeyi de Rumèlia, prenent part en la campanya d'Albània amb el setge de Shkodër (Iskhodra) el 1478. Amb Baiazet II fou nomenat visir i poc després, el 1483, va succeir a Ishak Pasha com a gran visir, càrrec que va conservar 15 anys. Va fer campanya contra els mamelucs (1487) reocupant Adana i Tars i va sotmetre als warsaks; després va fer campanya a Albània (1492) on va conquerir Tepedelen i va derrotar els albanesos. Se li va atribuir negligència en la fuita del ak koyunlu Gode Ahmed Bey (net de Mehmet II) cap a Tabriz i fou destituït el 8 de març de 1497; se li va assignar residència a Dimetoka amb una pensió anyal. Va morir el 20 d'octubre de 1498.